# 2006年國家聯盟冠軍賽
2006年國家聯盟冠軍賽是美國職棒大聯盟2006球季後賽決定國家聯盟冠軍的系列賽。在聖路易紅雀和紐約大都會之間進行，他们在國聯分區賽中分别擊敗了聖地牙哥教士和洛杉磯道奇。聖路易紅雀四勝三敗打敗紐約大都會，闖入世界大賽。

## 概要

### 聖路易紅雀對紐約大都會
聖路易紅雀以4勝3負赢得系列赛
| 場次 | 客隊       | 比分  | 主隊       | 日期     | 球場       | 觀眾人數 |
| ---- | ---------- | ----- | ---------- | -------- | ---------- | -------- |
| 1    | 聖路易紅雀 | 0：2  | 紐約大都會 | 10月12日 | 謝亞球場   | 56,311   |
| 2    | 聖路易紅雀 | 9：6  | 紐約大都會 | 10月13日 | 謝亞球場   | 56,349   |
| 3    | 紐約大都會 | 0：5  | 聖路易紅雀 | 10月14日 | 布希體育場 | 47,053   |
| 4    | 紐約大都會 | 12：5 | 聖路易紅雀 | 10月15日 | 布希體育場 | 46,600   |
| 5    | 紐約大都會 | 2：4  | 聖路易紅雀 | 10月17日 | 布希體育場 | 46,496   |
| 6    | 聖路易紅雀 | 2：4  | 紐約大都會 | 10月18日 | 謝亞球場   | 56,334   |
| 7    | 聖路易紅雀 | 3：1  | 紐約大都會 | 10月19日 | 謝亞球場   | 56,357   |

＊由於10月11日和10月16日皆下雨，因此比賽順延一天。

## 逐場戰況

### 第一場
10月12日，皇后區，謝亞球場
| 聖路易紅雀 | 0 | 0 | 0 | 0 | 0 | 0 | 0 | 0 | 0 | 0 | 4 | 0 |
| 紐約大都會 | 0 | 0 | 0 | 0 | 0 | 2 | 0 | 0 | X | 2 | 6 | 0 |
| 勝投： 湯姆·葛拉文（1–0） 敗投： Jeff Weaver（0–1） 救援成功： 比利·華格納（1） 全壘打： 紅雀：無 大都會：卡洛斯·貝爾川（6下,2分） |   |   |   |   |   |   |   |   |   |   |   |   |

第一戰大都會就派出了王牌湯姆·葛拉文力圖搶勝，而葛拉文也主投7局只被擊出4安無失分，不過紅雀投手群也表現不差。
全場唯一得分局數是在6局下，卡洛斯·貝爾川的2分砲不僅打退先發Jeff Weaver，也成為勝利打點。

### 第二場
10月13日，皇后區，謝亞球場
| 聖路易紅雀 | 0 | 2 | 2 | 0 | 0 | 0 | 2 | 0 | 3 | 9 | 10 | 1 |
| 紐約大都會 | 3 | 1 | 0 | 0 | 1 | 1 | 0 | 0 | 0 | 6 | 9  | 2 |
| 勝投： Josh Kinney（1–0） 敗投： 比利·華格納（0–1） 救援成功： 亞當·溫賴特（1） 全壘打： 紅雀：Jim Edmonds （3上,2分），田口壯（9上,1分） 大都會：卡洛斯·戴加多（1下,3分、5下,1分） |   |   |   |   |   |   |   |   |   |   |    |   |

第二戰一開始就成為了打擊戰，大都會一局下先靠著卡洛斯·戴加多取得3分領先，但是2局上紅雀靠著雅迪爾·莫里納的二壘安打送回2分，2局下，大都會靠著連續安打拉開差距，不過Jim Edmonds在3局上擊出全壘打追平比數。
5局下，卡洛斯·戴加多擊出雙響砲，幫助大都會取得領先。7局上，紅雀靠著Scott Spiezio的三壘安打再次追平比分。
9局上，田口壯跟比利·華格納纏鬥8球，終於在第9球擊出陽春砲，讓紅雀在比賽首度超前，最後再靠著連續安打增加保險分。最終紅雀扳平系列賽。

### 第三場
10月14日，聖路易，布希體育場
| 紐約大都會                                                                                          | 0 | 0 | 0 | 0 | 0 | 0 | 0 | 0 | 0 | 0 | 3 | 0 |
| 聖路易紅雀                                                                                          | 2 | 3 | 0 | 0 | 0 | 0 | 0 | 0 | X | 5 | 8 | 0 |
| 勝投： 傑夫·蘇潘（1–0） 敗投： Steve Trachsel（0–1） 全壘打： 大都會：無 紅雀：傑夫·蘇潘（2下,1分） |   |   |   |   |   |   |   |   |   |   |   |   |

一開賽，紅雀打線就開啟攻勢，Scott Spiezio連續2場都擊出三壘安打送回2分。
傑夫·蘇潘主投8局被擊出4支安打無失分，自己還在2局下擊出陽春砲。
雖然兩隊在第三局之後就無攻勢，但是紅雀已經在前2局給予大都會重傷害，系列賽以2比1反超。

### 第四場
10月15日，聖路易，布希體育場
| 紐約大都會 | 0 | 0 | 2 | 0 | 3 | 6 | 1 | 0 | 0 | 12 | 14 | 1 |
| 聖路易紅雀 | 0 | 1 | 1 | 0 | 1 | 2 | 0 | 0 | 0 | 5  | 11 | 1 |
| 勝投： 奧利佛·培瑞茲（1–0） 敗投： Brad Thompson（0–1） 全壘打： 大都會：卡洛斯·貝爾川2（3上,1分、7上,1分），大衛·萊特（3上,1分），卡洛斯·戴加多（3上,1分） 紅雀：David Eckstein（5下,1分），Jim Edmonds（6下,1分），雅迪爾·莫里納（6下,1分） |   |   |   |   |   |   |   |   |   |    |    |   |

這場比賽可說是全壘打大戰，兩隊共擊出7支全壘打。
紅雀在2局下擊出三支一壘安打送回一分。3局上，卡洛斯·貝爾川和大衛·萊特都擊出全壘打得到2分。3局下，Juan Encarnacion擊出三壘安打追平比數。
5局上，卡洛斯·戴加多擊出3分砲鎖定戰局，雖然紅雀在下個半局追回一分。不過6局上，卡洛斯·戴加多先是在滿壘時擊出場地二壘安打送回2分，Jose Valentin更是擊出清壘二壘安打讓大都會單局攻下6分。
紅雀在6局下打出2支全壘打，不過也無力扭轉戰局。最後大都會將系列賽扳平。

### 第五場
10月17日，聖路易，布希體育場
| 紐約大都會 | 0 | 0 | 0 | 2 | 0 | 0 | 0 | 0 | 0 | 2 | 8  | 0 |
| 聖路易紅雀 | 0 | 0 | 0 | 2 | 1 | 1 | 0 | 0 | 0 | 4 | 10 | 0 |
| 勝投： Jeff Weaver（1–1） 敗投： 湯姆·葛拉文（1–1） 救援成功： 亞當·溫賴特（2） 全壘打： 大都會：無 紅雀：亞伯特·普荷斯（4下,1分），克里斯·鄧肯（6下,1分） |   |   |   |   |   |   |   |   |   |   |    |   |

第5戰雙方派出和第一戰一樣的先發陣容再度對決。4局上，Jose Valentin擊出二壘安打幫助大都會先馳得點。不過4局下，亞伯特·普荷斯先擊出全壘打，Ronnie Belliard擊出安打送回追平分。
5局下，Preston Wilson擊出二壘安打送回超前分，6局下，克里斯·鄧肯擊出全壘打再增加一分保險。
Jeff Weaver主投6局被擊出6安失2分，擊敗湯姆·葛拉文幫助紅雀率先聽牌。

### 第六場
10月18日，皇后區，謝亞球場
| 聖路易紅雀                                                                                           | 0 | 0 | 0 | 0 | 0 | 0 | 0 | 0 | 2 | 2 | 7  | 1 |
| 紐約大都會                                                                                           | 1 | 0 | 0 | 1 | 0 | 0 | 2 | 0 | X | 4 | 10 | 0 |
| 勝投： John Maine（1–0） 敗投： 克里斯·卡本特（0–1） 全壘打： 紅雀：無 大都會：何塞·雷耶斯 (1下,1分) |   |   |   |   |   |   |   |   |   |   |    |   |

何塞·雷耶斯在一局下就擊出首局首打席全壘打。4局下，大都會靠著3支一壘安打再拿一分。7局下，大都會又拿下2分添加保險。
9局上，田口壯再度重擊比利·華格納，擊出2分打點二壘安打，不過華格納馬上回穩，成功守住比賽，兩隊系列賽3比3平手。

### 第七場
10月19日，皇后區，謝亞球場
| 聖路易紅雀 | 0 | 1 | 0 | 0 | 0 | 0 | 0 | 0 | 2 | 3 | 6 | 1 |
| 紐約大都會 | 1 | 0 | 0 | 0 | 0 | 0 | 0 | 0 | 0 | 1 | 4 | 1 |
| 勝投： Randy Flores（1–0） 敗投： Aaron Heilman（0–1） 救援成功： 亞當·溫賴特（3） 全壘打： 紅雀：雅迪爾·莫里納（9上,2分） 大都會：無 |   |   |   |   |   |   |   |   |   |   |   |   |

傑夫·蘇潘主投7局僅失一分，不過奧利佛·培瑞茲主投6局也只失一分。
6局上，Scott Rolen的全壘打被Endy Chavez沒收，並傳球抓到回壘不及的Jim Edmonds。
不過到了9局上半，雅迪爾·莫里納在一出局一壘有人時還是敲出致勝2分彈，最終紅雀4勝3敗擊退大都會，進軍世界大賽。